# لحام (مهنة)
اللحام هو صاحب الحرفة المتخصص في صهر المواد معا. يشير لفظ اللحام إلى المشغل أما الآلة فيشار إليها بمزود طاقة اللحام. المواد التي يتم توصيلها معا يمكن أن تكون معادن كالحديد، الألمونيوم، النحاس إلخ أو أنواع مختلفة من البلاستيك (لدائن) أو البوليمر. يجب أن يمتلك الملحم البراعة والملاحظة للتفاصيل بالإضافة إلى بعض المعرفة الفنية عن المواد التي يتم لحامها. 

## قضايا السلامة
يجب أخذ الاحتياطات الصحيحة لعملية اللحام وإلا ستكون خطيرة وغير صحية، ولكن مع استخدام التكنولوجيا الجديدة ووسائل الحماية الصحيحة  تقل مخاطر الجروح والإصابات المتعلقة باللحام. نتيجة لاستخدام لحام القوس المعدني أو لحام القوس بالمعدن والغاز فإن مخاطر الحريق تكون عالية. يرتدي اللحامين معدات الوقاية الشخصية كالقفازات السميكة ومعطف الحماية ذو الاكمام الطويلة لتجنب التعرض للحرارة واللهب. بالإضافة لذلك فإن الإضاءة الناتجة من اللحام قد تؤدي إلى إصابة العين حيث تسبب الأشعة فوق البنفسجية التهاب القرنية ويمكنها حرق شبكية العين. يرتدى اللحامين خوذة اللحام المزودة بلوحات الوجه الداكنة. كما أنه تم تطوير خوذة اللحام والتي تمتلك غطاء وجه الذي يصبح داكن تلقائيا عند التعرض للأشعة الفوق بنفسجية. يتم إحاطة منطقة اللحام بستائر مصنوعة من بلاستيك ذو كلوريد متعدد الفاينيل.
يتعرض اللحامين إلى غازات خطيرة. العمليات مثل قضيب لحام ذو صهيرة ولحام قوسي محجب ينتج عنها دخان يحتوي على أنواع مختلفة من الأكاسيد التي تؤدى إلى الأمراض مثل حمى دخان الفلزات. تؤثر حجم الجزيئات على أكسدة الأدخنة حيث الجزيئات الصغيرة تسبب مخاطر كبيرة. بالإضافة لذلك فإن كثير من العميات ينتج عنها أدخنة وغازات مختلفة معظمها شائع مثل ثاني أكسيد الكربون والأوزن الذي سيسبب اضرار كبيرة إذا لم يكن هناك مجال للتهوية. نتيجة لاستخدام الغازات المضغوطة اللهب في عملية اللحام ينتج عنه انفجارات ومخاطر حريق. يتم أخذ بعض الاحتياطات مثل تقليل نسبة الأكسجين في الهواء وجعل المواد القابلة للاشتعال بعيدة عن مكان العمل. يتم الإشارة إلى اللحامين الخبراء في لحام الأوعية المضغوطة التي تشمل الغلايات الصناعية ومبادلات محطات الطاقة بصانع الغلايات. 

## مزيد من القراءة
- ASM International (2003). Trends in Welding Research. Materials Park, Ohio: ASM International. ISBN 0-87170-780-2
- Hicks, John (1999). Welded Joint Design. New York: Industrial Press. ISBN 0-8311-3130-6.
- Kalpakjian, Serope and Steven R. Schmid (2001). Manufacturing Engineering and Technology. Prentice Hall. ISBN 0-201-36131-0.